# Simon Van Schuylenbergh
Simon Van Schuylenbergh is een Belgische danser en theatermaker.

## Biografie
Van Schuylenbergh werd geboren in Aalst, in 1994. In 2017 studeerde hij af aan de richting Drama van de KASK in Gent.
Sinds 2015 werkte hij aan een reeks danssolo’s met een kudde zebra-sculpturen van papier-mâché. Het is een proces waar hij gedurende verschillende jaren variaties op maakt, afhankelijk van de context waarin hij zijn werk maakt en toont.
Samen met medestudent Siska Baeck maakte hij performances die dans en literatuur combineerden. Tijdens hun opleiding creëerden ze de voorstelling Sferen (2015). In self. Ocean (2016) vertrokken ze vanuit de tekeningen van de Duitse beeldende kunstenaar Jürgen Partenheimer, waarbij Van Schuylenbergh danste en Baeck tekende en danste. Deze voorstelling blijft in ontwikkeling en wordt af en toe getoond. In 2017 maakten ze if you please (& other gestures) en not yet almost there (2017-2018), met Maya Callaert, een performance over de complexe verwikkeling van geweld, liefde, wreedheid, seksualiteit, macht en intimiteit. Dit stuk werd vertoond in deSingel in Antwerpen en Zinnema in Anderlecht.
Van Schuylenbergh werkte mee aan voorstellingen en tentoonstellingen van Lobke Leirens, Max Pairon, Maarten Van Lancker, Elsemieke Scholte, Leontien Allemeersch en Benjamin Abel Meirhaeghe. Hij speelde mee in de voorstellingen Mensen dragen dingen (2019) van Lotte Boonstra en Invisible to drones (2019) van Micha Goldberg.
Van Schuylenbergh is ook initiatiefnemer en host van Ne Mosquito pas, avonden waarop korte solo performances gebracht worden door verschillende artiesten. De betrokken kunstenaars worden uitgenodigd om ongebruikt of "gefaald materiaal" of werkprocessen te gebruiken, als een soort "deleted scenes". Dit concept passeerde reeds in De Koer in Gent, De Pianofabriek in Brussel en op de Zomer van O. in Oostende.

## Projecten
- Solo met Zebra's (2015)
- Sferen (2015)
- self. Ocean (2016)
- if you please (& other gestures) (2017)
- not yet almost there (2017-2018)